# 크리스티나 밀리안
크리스티나 밀리안(영어: Christina Milian, 1981년 9월 26일 ~ )은 미국의 가수 및 배우이다.

## 음반 목록
- Christina Milian (2001)
- It's About Time (2004)
- So Amazin' (2006)

## 영화
- 아메리칸 파이 (영화)
- 즐거운 경찰
- 쿨!
- 고스트 오브 걸프렌즈 패스트
- 브링 잇 온 5: 파이팅은 끝까지
- 웨딩 플라이트
- 폴링 인 러브 (2019년 영화)

## 텔레비전
- 참드
- 킴 파서블
- 스몰빌
- 패밀리 가이
- CSI: 과학수사대
- 아 기프티드 맨
- 더 보이스 (미국의 텔레비전 프로그램)
- 댄싱 위드 더 스타 (미국의 텔레비전 프로그램)
- 그랜드파더드
- 스텝 업: 하이 워터

## 비디오 게임
- 니드 포 스피드: 언더커버